# Thiergartenhof
Thiergartenhof ist ein Gemeindeteil der Stadt Schillingsfürst im Landkreis Ansbach (Mittelfranken, Bayern). Thiergartenhof liegt in der Gemarkung Schillingsfürst.

## Geographie
0,5 km nördlich der Einöde liegt das Seefeld, 1 km westlich das Weißfeld. 1 km nordwestlich erhebt sich der Eichelberg (530 m ü. NHN). Ein Anliegerweg führt zur Staatsstraße 2247 (0,2 km nördlich), die nach Bellershausen (1,6 km nordwestlich) bzw. nach Schillingsfürst verläuft (1,3 km östlich).

## Geschichte
Mit dem Gemeindeedikt (frühes 19. Jahrhundert) wurde Thiergartenhof dem Steuerdistrikt und der Munizipalgemeinde Schillingsfürst zugewiesen.

## Einwohnerentwicklung
| Jahr      | 001818 | 001840 | 001861 | 001871 | 001885 | 001900 | 001925 | 001950 | 001961 | 001970 | 001987 |
| Einwohner | 12     | 12     | 10     | 11     | 9      | 6      | 8      | 12     | 4      | 4      | 1      |
| Häuser    | 1      | 1      |        |        | 1      | 1      | 1      | 1      | 1      |        | 1      |
| Quelle    | [ 7 ]  | [ 8 ]  | [ 9 ]  | [ 10 ] | [ 11 ] | [ 12 ] | [ 13 ] | [ 14 ] | [ 15 ] | [ 16 ] | [ 1 ]  |

## Religion
Der Ort ist evangelisch-lutherisch geprägt und bis heute nach St. Kilian (Schillingsfürst) gepfarrt. Die Einwohner römisch-katholischer Konfession sind nach Kreuzerhöhung (Schillingsfürst) gepfarrt.